# Jolietina pulchra
Jolietina pulchra är en mossdjursart som beskrevs av Canu och Bassler 1928. Jolietina pulchra ingår i släktet Jolietina och familjen Cribrilinidae. Inga underarter finns listade i Catalogue of Life.